# Левое националистическое революционное движение
Левое националистическое революционное движение (ЛНРД, Националистическое революционное движение левых сил, исп. Movimiento Nacionalista Revolucionario de Izquierda, MNRI) — левоцентристская политическая партия в Боливии 1970—1980-х годов.

## История
Левое националистическое революционное движение было основано Эрнаном Силесом Суасо, лидером левого сектора Националистического революционного движения после выхода оттуда более радикального левого крыла под началом Хуана Лечина, которое в 1963 году оформилось в Революционную партию националистических левых. Ранее Силес Суасо занимал должность вице-президента (1951 г.), руководил национальной революцией (1952 г.) и был президентом (1956—1960 гг.); он был в изгнании в 1946—1951 и 1964—1978 годах.
В 1971 году лидер НРД Виктор Пас Эстенссоро поддержал крайне правый переворот полковника Уго Бансера Суареса, и НРД стало официально участвовать в режиме вместе с традиционным врагом партии — неофашистской Боливийской социалистической фалангой (БСФ). Вступление Виктора Паса Эстенссоро в Народно-националистический фронт сторонников Уго Бансера нарялу с БСФ спровоцировало формальный выход Эрнана Силеса Суасо и демократических элементов из партии и формирование в 1972 году новой силы — ЛНРД.

## Ценности
На I ассамблее партии в апреле 1979 года была принята программа, провозглашавшая ЛНРД «многоклассовой, основанной на националистической и революционной идеологии, плюралистической и демократической» организацией. ЛНРД стремилось к созданию правительства, «истинно представляющего рабочих и крестьян»; концу «братоубийственной борьбы»; пресечению торговли наркотиками и пересмотру внешнего долга. Утверждалось, что ЛНРД выступает с антиимпериалистических и национально-освободительных позиций, за союз рабочих, крестьян и служащих.

## Действия
Левое националистическое революционное движение было ведущей силой в Демократическом и народном союзе (Фронте демократического и народного единства), созданном в апреле 1978 года и включавшем также ряд других левых сил, в том числе Левое революционное движение (ЛРД) и Коммунистическую партию Боливии (КПБ). По официальным данным, на президентских выборах 1978 года Эрнан Силес Суасо, как кандидат от ФДНЕ, занял второе место с 25 %, однако фальсификации в пользу провластного кандидата были столь очевидны, что вскоре состоялись новые выборы.
В 1979 и 1980 годах тандем кандидатов ФДНЕ в президенты и вице-президенты Эрнана Силеса Суасо (ЛНРД) и Хайме Паса Саморы (ЛРД) пришёл первым с 35,97 % и 38,74 %, и только ультраправый военный переворот 1980 года помешал инаугурации лидера ЛНРД на посту президента, привеля к запрету деятельности партии и всего ФДНЕ. Силес Суасо вернулся из политической эмиграции (в Перу) 8 октября 1982 года, а через два дня был утверждён вновь созванным Конгрессом в качестве нового главы государства.

## Политика
В коалиционном правительстве ФДНЕ все более ощущалось доминирование ЛНРД и потеря тем союзников: Революционное левое движение прекращало свою поддержку кабинета министров с января 1983 года по апрель 1984 года, а затем снова с декабря 1984 года; Коммунистическая партия Боливии отказалась от его поддержки в ноябре 1984 года. К 1985 году режиму Эрнана Силеса Суасо противостояли широчайшие слои боливийского общества — профсоюзы, крестьянство, армия и левые силы, — и досрочные выборы в июне показали степень его непопулярности: ЛНРД получило только 8 мест по сравнению с 57 местами, полученными ФДНЕ в 1980 году. Кандидат в президенты от партии Роберто Джордан Пандо набрал всего 5,48 % голосов, заняв четвертое место.

## Отколы
В результате раскола 1980 года возникла политическая сила мелких крестьянских хозяйств под названием "Левое революционное националистическое движение — 1". Когда Эрнан Силес Зуасо стал президентом, раскол в Левом националистическом революционном движении был уже налицо. Образовались по крайней мере три фракции: «Паласиего», окружавшая Силеса Суасо; ЛНРД-Легалисты (MNRI-Legalista), в 1983 году присоединившиеся к оппозиции в Национальном конгрессе; Левое революционное националистическое движение — XX век (Siglo XX), группа технократов под началом бывшего главы МИД Марио Веларде Дорадо, в конечном итоге вернувшихся в состав НРД. В конечном итоге, победили фракции Palaciego и Siglo XX.

## Распад
Из-за ухудшения здоровья Эрнана Силеса Левое националистическое революционное движение постепенно утратило свой вес и сошло с политической арены. Большинство его активистов присоединились к другим партиям, в основном к Левому революционному движению и Националистическому революционному движению.